# Artur Błażejewski (archeolog)
Artur Grzegorz Błażejewski (ur. 6 sierpnia 1967) – polski archeolog, specjalizujący się w archeologii Polski i powszechnej epoki żelaza, archeologii europejskiego Barbaricum; nauczyciel akademicki związany z Uniwersytetem Wrocławskim, obecnie prorektor tej uczelni.

## Życiorys
Urodził się w 1967 roku. Po ukończeniu szkoły podstawowej, a następnie szkoły średniej podjął studia archeologiczne na Wydziale Nauk Historycznych i Pedagogicznych Uniwersytetu Wrocławskiego. Po ich ukończeniu kontynuował studia doktoranckie, wiążąc się z Katedrą, a następnie Instytutu Archeologii swojej macierzystej uczelni. W 1996 roku otrzymał stopień naukowy doktora nauk humanistycznych w zakresie archeologii na podstawie pracy pt. Obrządek pogrzebowy kultury przeworskiej na Śląsku, napisanej pod kierunkiem prof. Stanisława Pazdy. Wraz z nowym tytułem otrzymał awans na stanowisko adiunkta. W 2007 roku Rada Wydziału Nauk Historycznych i Pedagogicznych UWr nadała mu stopień naukowy doktora habilitowanego nauk humanistycznych w zakresie archeologii na podstawie rozprawy nt. Kultura przeworska a reńsko-wezerska strefa kulturowa. Niedługo potem dostał awans na stanowisko profesora nadzwyczajnego.
Poza działalnością naukowo-dydaktyczną pełnił szereg istotnych funkcji na uczelni. W latach 2005–2012 był zastępcą dyrektora, w latach 2012-16 dyrektorem Instytutu Archeologii UWr, a w latach 2020-2022 dziekanem Wydziału Nauk Historycznych i Pedagogicznych Uniwersytetu Wrocławskiego. Od 14 czerwca 2022 r. prorektor Uniwersytetu Wrocławskiego do spraw badań naukowych. W kadencjach 2016–2020 i 2020–2024 członek Senatu Uniwersytetu Wrocławskiego. Poza tym jest wiceprezesem Zarządu Głównego Stowarzyszenia Naukowego Archeologów Polskich oraz członkiem European Association of Archaeologists.

## Dorobek naukowy
Nieprzerwanie od 1992 roku prowadził badania wykopaliskowe na terenie województw: dolnośląskiego (powiaty – wrocławski, strzeliński, świdnicki, średzki, trzebnicki, milicki) oraz wielkopolskiego (powiat ostrowski). Zainteresowania naukowe Artura Błażejewskiego koncentrują się wokół zagadnień związanych z Archeologią Barbaricum w okresie lateńskim, wpływami rzymskimi i wędrówkami ludów oraz archeologią prowincji rzymskich. Szczegółowo interesuje go problematyka:
- kontaktów barbarzyńców z Imperium Rzymskim,
- kontaktów pomiędzy różnymi strefami kulturowymi Barbaricum,
- ceramiką warsztatową w Barbaricum i prowincjach rzymskich,
- obrządkiem pogrzebowym.

Do jego najważniejszych publikacji należą:
- Obrządek pogrzebowy kultury przeworskiej na Śląsku, Wrocław 1998.
- Oława : zarys monografii miasta, Wrocław 2004 (współautor).
- Kultura przeworska a reńsko-wezerska strefa kulturowa, Wrocław 2007.
- Ceramika warsztatowa w środkowoeuropejskim Barbaricum, Wrocław 2008.
- Labor et patientia : studia archeologica Stanislao Pazda dedicata, Wrocław 2008.
- Skarb średzki : 20 lat później, Wrocław 2011.